# Sony NEX-5
Die Sony α NEX-5 ist eine digitale Systemkamera von Sony. Sie wird unter der Sony Alpha-Reihe geführt und ist seit Mai 2010 erhältlich. NEX bedeutet New E-Mount eXperience. E-Mount leitet seinen Namen des Anfangsbuchstabens E von Eighteen ab, was sich auf das Auflagemaß von 18 mm bezieht. Hinsichtlich der Größe des Bildsensors (APS-C-Größe: 23,4 mm × 15,6 mm) ist sie mit digitalen Spiegelreflexkameras vergleichbar, besitzt aber keinen Sucher. Erst für das Nachfolgemodell NEX-5N ist ein elektronischer Sucher verfügbar. Sehr ähnlich ist das etwas preisgünstigere Modell Sony α NEX-3.
Im August 2011 brachte Sony die α NEX-5N als Nachfolgerin der NEX-5 auf den Markt, im Spätherbst 2011 die α NEX-7.

## Merkmale
Zu den Besonderheiten der α NEX-5 gehört die direkte Regelung der Schärfentiefe: das Maß an Unschärfe von Vorder- und Hintergrund lässt sich über ein multifunktionales Drehrad einstellen. Zudem bietet sie die kontinuierliche Anpassung von Belichtung und Autofokus während des Videofilmens sowie eine automatische horizontale und vertikale Schwenkpanoramafunktion. Zu den Stärken gehören schnell aufeinanderfolgende Aufnahmen: Neben dem Serienbildmodus von bis zu 7 Aufnahmen pro Sekunde (Fokus und Belichtung voreingestellt) nutzt die NEX-5 diese Fähigkeit zur Verminderung von Bewegungsunschärfe bei Porträts oder schlechten Lichtbedingungen, indem sie sechs Aufnahmen zu einem Standbild kombiniert. Sie beherrscht Auto Exposure Bracketing (Belichtungsreihen) mit drei Aufnahmen bei 0,3 und 0,7 EV Blendenunterschied. Zudem kann sie aus drei überlagerten Aufnahmen mit unterschiedlichen Belichtungen ein Foto mit hohem Helligkeitsumfang errechnen. Hierbei sind Abstufungen von 1EV bis 6EV einstellbar. Mittels Auto-HDR wird so die HDRI-Erzeugung aus Belichtungsreihen automatisiert. Mit Ausnahme der Modelle α NEX-5C und α NEX-3C werden SD-Karten mit integrierter WLAN-Funktion (Eye-Fi) unterstützt.
- BIONZ-Bildprozessor

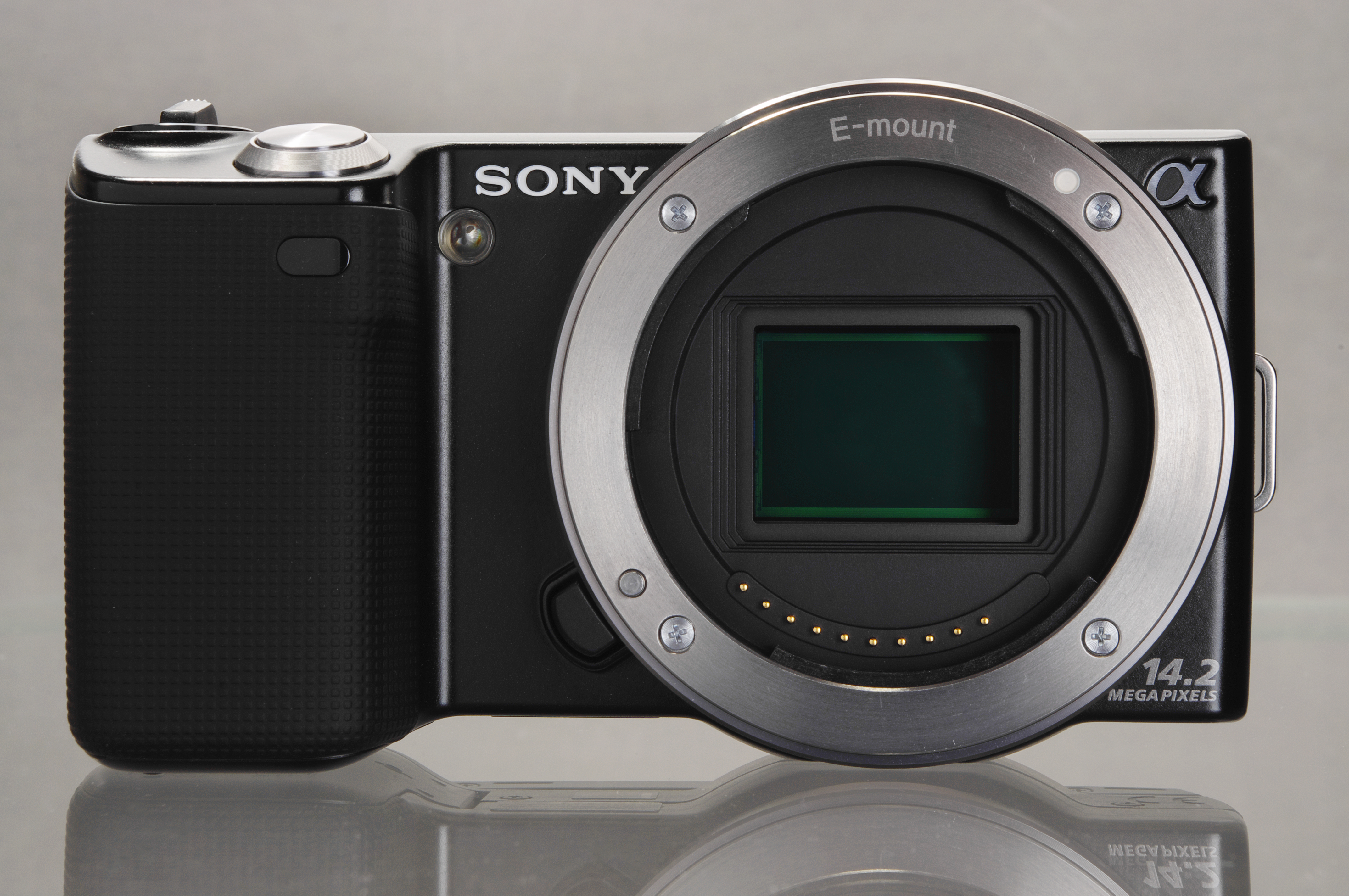
NEX-5 E-Bajonett und Sensor

- Bildstabilisierung: Die von Sony so genannte SteadyShot-Bildstabilisierung ist in den NEX-Modellen nicht mittels beweglich gelagertem Bildsensor realisiert, sondern durch eine beweglich aufgehängte Linsengruppe im entsprechend ausgerüsteten Objektiv
- Fotografie
  - Schwenkpanorama / 3D-Schwenkpanorama[Anm. 1] mit einer Auflösung von bis zu 12.416 × 1.856 Pixeln
  - HDR-Modus: Kombination von drei unterschiedlich belichteten Aufnahmen
  - Digitalzoom 1,1- bis 10-fach (in Kombination mit dem Festbrennweitenobjektiv)
  - Speicherformat: RAW sowie JPEG mit den Auflösungen Fein und Standard
  - Akkulaufzeit: 330 Aufnahmen nach CIPA-Standard
- Video
  - Full HD 1920x1080i-Videoaufnahme (AVCHD) einschließlich Tonaufnahme
  - Weitere Formate: MP4 1080 (1440 × 1080 Pixel) sowie VGA (640 × 480 Pixel)
  - Maximale Clip-Länge: 30 Minuten
  - Blendenvorwahl
  - Kontinuierliche Anpassung des Focus während des Filmens
  - Eigene Aufnahmetaste für Video
- Bedienung
  - Aufnahmemodi: Intelligente und Programmautomatik, Zeit- und Blendenpriorität, manuelle Belichtung, Panorama, Szenenwahl, Bildeffekt,[Anm. 2] Anti-Bewegungsunschärfe.
  - 7,5-cm-LC-Live-View-Display mit 640 × 480 Pixel (307.200 Pixel), 270 ppi[Anm. 3], nach oben und unten klappbar, unterstützt sowohl bodennahes Fotografieren und Filmen als auch über Kopf
  - Drei multifunktionale Softkeys, zwei davon individuell konfigurierbar[Anm. 4]
- 18-mm-Auflagemaß des Bajonetts (E-Bajonett)
- integriertes Stereomikrofon
- Magnesiumgehäuse in den Farben Schwarz und Silber, 229 g Gewicht

## Weiterentwicklungen
Im September 2011 erschien das Modell α NEX-5N. Es unterscheidet sich vom Vorgängermodell durch eine höhere Bildgeschwindigkeit (50p) und manuelle Einstellungsmöglichkeiten bei Videoaufnahmen (50p), die Möglichkeit einen elektronischen Sucher aufzustecken, einen (deaktivierbaren) Touchscreen und einen neuen Bildsensor mit einer etwas höheren Auflösung von 16,1 Mio. Pixel und ISO 100 als Basisempfindlichkeit.
Im August 2012 wurde als Nachfolger der 5N die α NEX-5R vorgestellt, diese bietet unter anderem einen Hybrid-Autofokus, bei dem der Kontrast-AF durch einen Phasen-AF, der sich direkt auf dem Sensor befindet, unterstützt wird. Darüber hinaus kamen ein zusätzliches Einstellrad, eine zusätzliche Funktionstaste, WLAN und downloadbare Applikationen hinzu, mit denen man z. B. via Handy auslösen kann, wobei ein Livebild an letzteres übertragen wird. Die NEX5R kann ihren Monitor um 180° nach oben schwenken.
Es gab verschiedene Varianten zu kaufen, z. B. NEX-5RKB, wobei das 5R für die Version steht, der zweite Buchstabe kennzeichnet das Objektiv (K=SEL-1855, L=SEL-P1650, Y=SEL-P1650 und SEL-55210 zusammen) und der dritte kennzeichnet die Farbe (B=schwarz, W=weiß, S=silber).
Seit September 2013 ist das leicht veränderte Modell α NEX-5T erhältlich. Es kann per Near Field Communication (NFC) Kontakt zu weiteren Geräten aufnehmen.
Im Jahr 2013 endete die Namensbezeichnung NEX, da es immer wieder zu Verwirrungen kam, als User aber auch Medien der Bezeichnung Alpha automatisch das A-Mount zuschrieben, was im Falle der NEX natürlich nicht stimmte. Ab da unterschied Sony seine beiden Systeme durch die Bezeichnung ILCA für A-Mountkameras und als Nachfolger der NEX, ILCE für E-Mountkameras.
Einen echten Nachfolger der NEX5 gab es ab da jedoch nicht mehr, so hatte die ähnlich aussehenden ILCE α5000, zwar die Möglichkeiten der Kameraapps/WLAN/NFC aber keinen Multifunktionsanschluss für Mikrofon, Sucher oder Blitz mehr und die Videobildrate sank wieder auf 25/30P.

## Unterschiede zur NEX-3

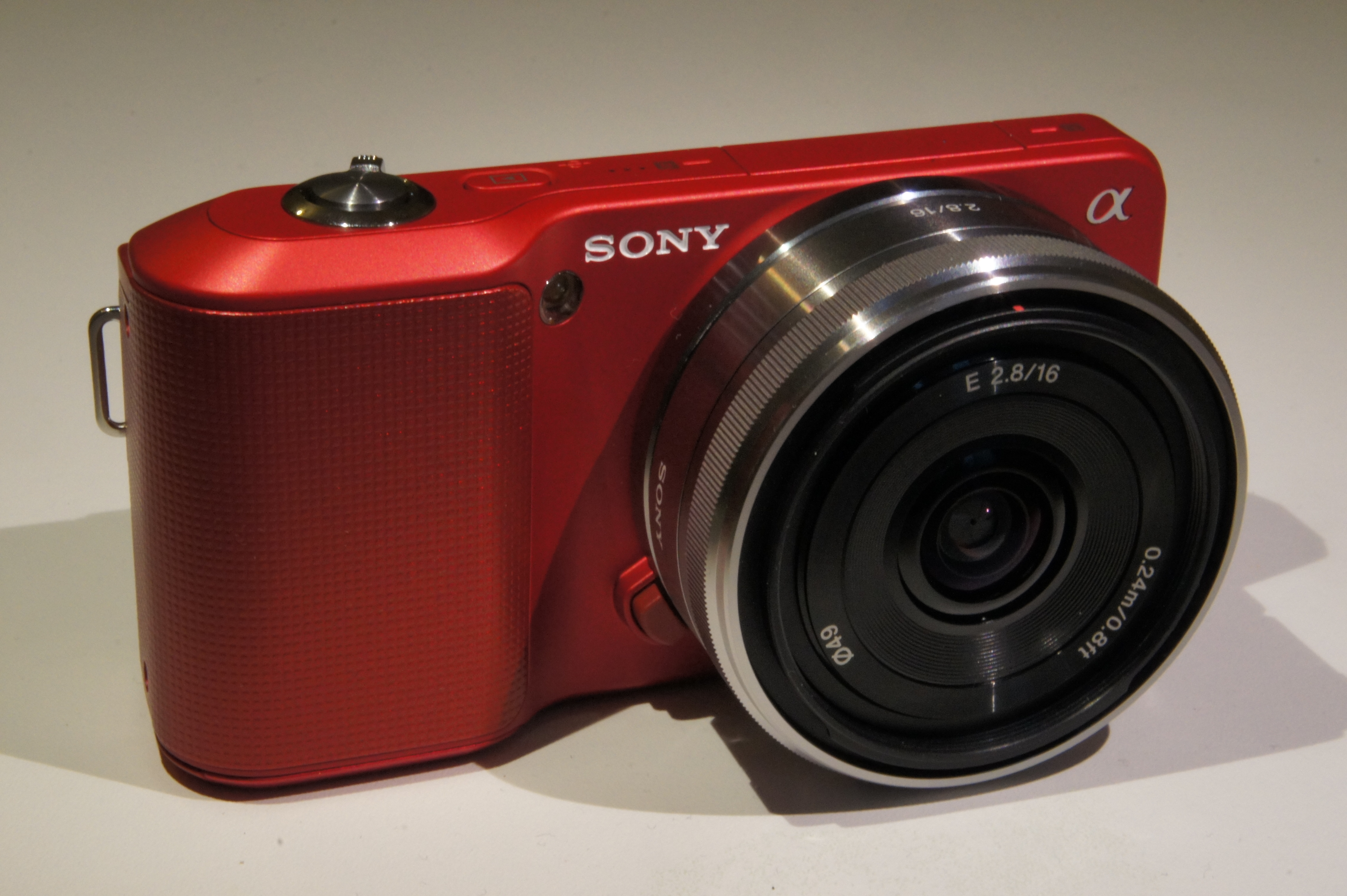
NEX-3 mit E16mm F2,8 Pancake-Objektiv

Das Gehäuse der Sony NEX-3 ist etwas größer und schwerer und nicht aus Magnesium, sondern aus Kunststoff. Neben den Farben Schwarz und Silber ist die Kamera auch in Rot und Pink erhältlich, hat keinen Sensor für eine Fernbedienung, hat einen kleineren Puffer und bietet eine reduzierte Videoauflösung nach der Norm 720p.

## Systemzubehör

### Objektive
Die Objektive besitzen einen E-Mount-Anschluss, haben einen integrierten Motor für den Autofokus und sind auch für die Camcorder der NEX-Reihe verwendbar.
Ab 2012 gibt es auch Objektive wie das SEL-P1650 (Die Abkürzung steht für: Sony E-mount Lens im besonders kurzgebauten Pancake-Format mit einer Brennweite von 16 bis 50 mm) mit einer Art Schaltwippe für einen elektrischen Zoom dem sog. Powerzoom, der vor allem den Filmern von Nutzen sein soll.

### Konverter
- Weitwinkel- und Fischaugenkonverter für das Pancake-Objektiv

### Adapter für weitere Objektive

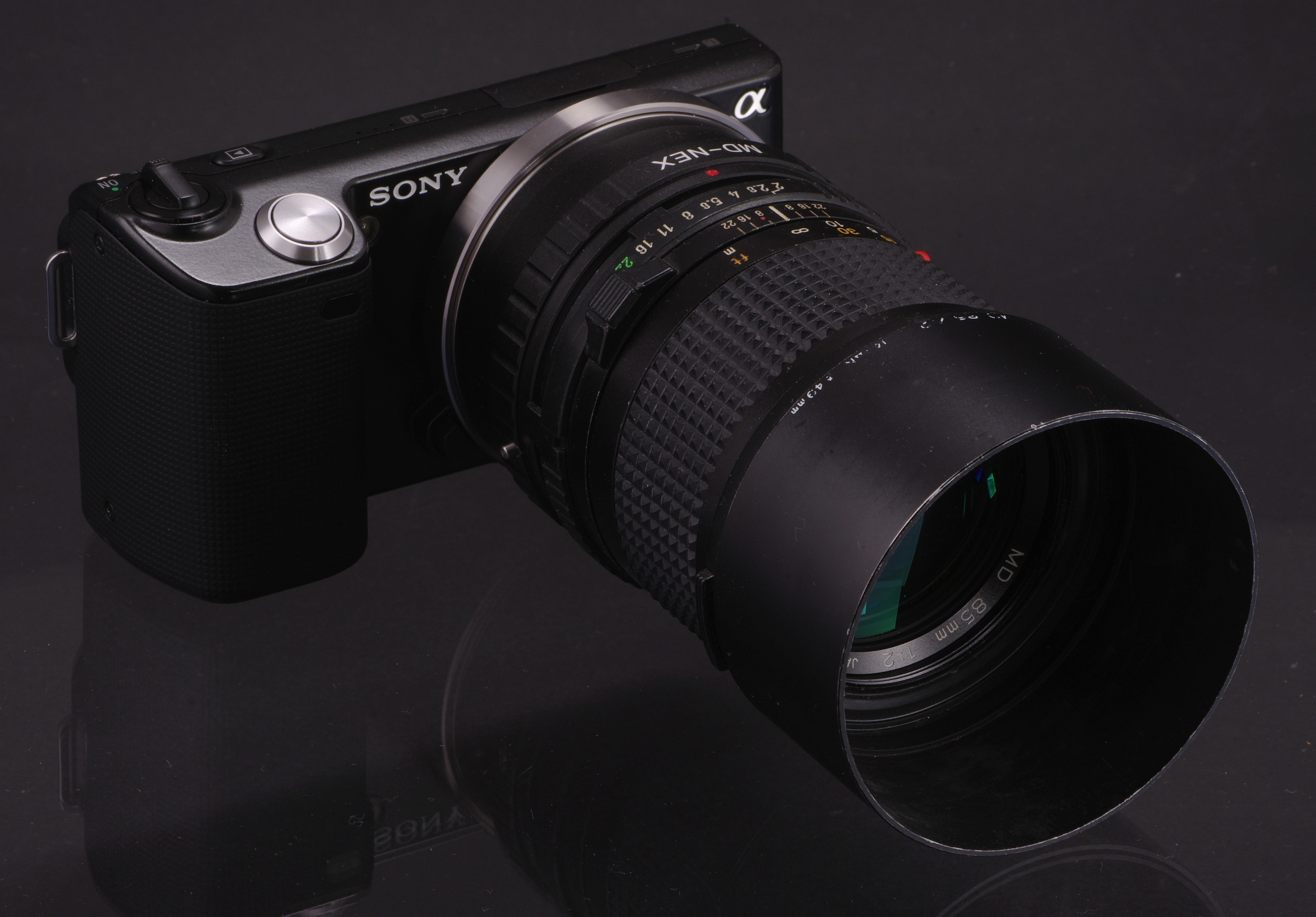
Minolta MD 2/85mm an Sony NEX-5 adaptiert

- Der glaslose Sony-Adapter LA-EA1 ermöglicht die Verwendung der NEX-Kameras mit A-Bajonett-Objektiven von Sony, Konica Minolta und Minolta bei einem kameragegebenen Formatfaktor von 1,5x. Bei SSM- und SAM-Objektiven wird mit einem Firmware-Update[Anm. 5] auch Autofokus unterstützt.
- Der Sony-Adapter LA-EA2 enthält einen halbtransparenten Spiegel, mit dem Phasen-Autofokus angewendet werden kann. Mit diesem ist dann auch der Autofokus-Betrieb bei älteren A-Objektiven möglich, die auf einen Kameramotorantrieb angewiesen sind. Der LA-EA2 ist kompatibel zur NEX-5/NEX-3/NEX-C3.[Anm. 6]
- Seit Ende 2012 gibt es einen weiteren Adapter LA-EA3. Dieser ist im Aufbau mit dem LA-EA1 fast identisch, ermöglicht es aber sog. Vollformatobjektive ohne optische Einschränkungen an vollformattauglichen Videokameras wie der ebenfalls erschienenen NEX VG 900, aber auch der ein Jahr später erschienenen Sony-Alpha-7-Serie zu betreiben. An den NEX-Kameras verhält er sich wie der LA-EA1.
- Seit Ende 2013 gibt es einen vierten Adapter LA-EA4, der quasi (analog zu LA-EA3 zum LA-EA1) wie der LA-EA2 einen halbtransparenten Spiegel und einen Kameramotorantrieb besitzt, aber für Vollformatobjektive auf Vollformatsensoren tauglich ist. An den NEX-Kameras verhält er sich wie der LA-EA2.
- Es gibt von Drittherstellern Adapter für zahlreiche andere Objektivanschlüsse. Die NEX unterstützt bei den meisten rein mechanischen Kupplungen weder Blenden- noch Entfernungseinstellungen, beides muss direkt an den Objektiven eingestellt werden. (Ausnahme sind hier derzeit Adapter für Canon EF-Objektive z. B. von Techart, Sigma, CommLite und Metabones.) Entsprechend entfallen auch alle Programmautomatiken, die eine Blenden- oder Entfernungseinstellung beinhalten. Manuelle Belichtungsmessung sowie Zeitautomatik arbeiten problemlos, ebenfalls die Belichtungssteuerung mit dem mitgelieferten Aufsteckblitz. Mit aktueller Firmware wird die manuelle Scharfstellung durch elektronische Sucherlupe sowie durch ein "Kantenanhebung" (auch bekannt als "Focus Peaking") genanntes Verfahren unterstützt, bei dem scharfgestellte Bereiche im Display farbig hervorgehoben werden. Zudem kann man in das Live-Bild zur besseren Fokussierung reinzoomen.

### Optionen
- Für den Zubehörschuh: Blitz (mitgeliefert), Stereomikrofon, optischer Sucher, ab NEX-5N ein um 90° nach oben klappbarer elektronischer Sucher.
- Fernbedienung (nicht NEX-3er-Reihe)

## Software
- Verbesserungen der Firmware: Ver. 02 bis Ver. 05.
- Die den α-Kameras beiliegende Software
  - Image Data Suite mit den Programmen Image Data Converter SR sowie Image Data Lightbox SR. Image Data Converter SR dient dem Bearbeiten und Konvertieren von RAW-Dateien.
  - Picture Motion Browser (PMB) dient der Fotoverwaltung, der Vorschau von HD-Filmen sowie dem Betrachten von Panoramabildern.

Das Betriebssystem der NEX-5-Kamera basiert auf Linux. Die mitgelieferten Programme und Firmware-Updates lassen sich unter den Betriebssystemen Windows und Mac OS X (außer PMB) installieren.

## PlayMemories Camera Apps
Auf der NEX-5R, der NEX-5T und der NEX-6 ist es möglich, zusätzliche Applikationen direkt via eingebautem W-LAN oder über den USB-Anschluss der Kamera mit Hilfe eines PCs zu installieren. Einige davon sind gratis, andere kosten derzeit zwischen 4,99 und 9,99 €.
Derzeit verfügbare Apps sind:
- Zeitraffer (Es werden mehrerer Bilder nach zuvor einzustellender Anzahl und Zeit gemacht, die auch direkt von der Kamera zu einem Film umgewandelt werden können)
- Filmische Fotografie (Es werden mehrerer Aufnahmen zu einem statischen Film verrechnet, wobei sich ein Teilbereich festlegen lässt, der alle Aufnahmen der Reihe nach abspielt. Effekt ähnlich einem animierten GIF.)
- Smart-Fernbedienung (Auslösen der Kamera mit eingeschränkter Einstellmöglichkeit bei gleichzeitiger Live-Bild-Übertragung via WLAN von einem Smartphone oder Tablet)
- Bildeffekt+
- Direktes Hochladen (Übertragung an Onlinedienste wie Facebook über das integrierte WLAN möglich)
- Foto-Retusche
- Multiframe-RM (Mehrere Auslösungen werden zu einem einzigen Bild verrechnet, was einem verbesserten Rauschverhalten dienen soll)
- Professionelle Reihe (jeweils drei Aufnahmen werden entweder mit unterschiedlichem Fokus, unterschiedlicher Blende, unterschiedlicher Zeiteinstellung oder jeweils eins mit und ohne Blitz gemacht. Alle Bilder werden so wie sie sind abgespeichert.)
- Diverse Apps zur Änderung der Tastatursprache

## Auszeichnung
Die NEX-5 ist von der European Imaging and Sound Association zur European Micro System Camera 2010–2011 gewählt worden (EISA-Award).